# Borja Prado
Borja Prado Eulate (Madrid, 1956) è un imprenditore spagnolo.

## Biografia
Nato a Madrid nell'anno 1956, Borja Prado Eulate ha seguito il corso di studi in Giurisprudenza presso la Università autonoma di Madrid. Successivamente, ha deciso di ampliare la sua formazione in Relazioni Internazionali e Commercio Estero negli Stati Uniti, presso l'Università di New York e, in seguito, presso l'azienda Philip Brothers. 

## Carriera professionale
Vicepresidente di Enersis (2013-2015); Presidente di Mediobanca per la Penisola Iberica e per l'America Latina (2007-2014); Consigliere di Endesa e di Endesa Cile (2007-2009); Vicepresidente di Lazard Asesores Financieros, S.A. (1999 e 2007); Consigliere di Rothschild Spagna (1995-1999); Vicepresidente di UBS in Spagna (1989-1994); Presidente di Almagro Asesoramiento e Inversiones, S.A.; e del Sostegno al Commercio Estero (Focoex) dal 1980 al 1988.
Dal 2010 al marzo 2019 ricoprì la carica presidenziale dell'azienda spagnola Endesa S.A., vincolata alla società italiana Enel. Chairman of Global Coverage di Mediobanca. Dal 2007 al 2014 è stato Presidente della Commissione Trilaterale e Presidente della Fundación Endesa. Inoltre, tra il 2007 e il 2009, è stato membro del consiglo di amministrazione di Enel Iberoamérica, S.R.L. e dal febbraio 2022 al dicembre 2023 è stato presidente del ramo spagnolo di Mediaset.